# Attilio Frajese
Attilio Frajese (* 11. November 1902 in Rom; † 5. August 1986 ebenda) war ein italienischer Mathematikhistoriker.
Frajese erhielt eine klassische humanistische Ausbildung und studierte an der Universität Rom mit dem Laurea-Abschluss als Maschinenbauingenieur 1923. Danach arbeitete er als Gymnasiallehrer. 1942 wurde er Schulinspektor und 1949 Direktor im Erziehungsministerium. Er hielt auch nach dem Krieg drei Jahrzehnte lang Vorlesungen über Mathematikgeschichte an der Universität Rom.
Sein Interesse für Mathematikgeschichte begann 1934, als er über Giorgio de Santillana (der sein Schulfreund gewesen war) mit Federigo Enriques bekannt wurde und dessen Vorlesungen über Mathematikgeschichte in Rom hörte. 1938 gab er diese Vorlesungen von Enriques heraus (Le matematiche nella storia e nella cultura) und hielt im folgenden Jahr die Vorlesungen selbst, da Enriques als Jude Lehrverbot erhielt. Er blieb mit Enriques in Kontakt und 1943 versteckte er den von Deportation durch die deutschen Besatzer bedrohten Enriques und dessen Familie.
Er befasste sich selbst vor allem mit antiker griechischer Mathematik.

## Schriften
- La matematica nel mondo antico, 1951
- Attraverso la storia della matematica, 1962, 2. Auflage 1969
- Platone e la matematica nel mondo antico, 1963
- Galileo matematico, 1964

1970 gab er eine italienische Ausgabe von Euklids Elementen heraus mit Kommentar und 1974 eine italienische Ausgabe der Werke von Archimedes.